# Ilse von Alpenheim
Ilse von Alpenheim (* 11. Februar 1927 in Innsbruck) ist eine österreichisch-schweizerische Pianistin.

## Leben
Sie wurde früh von ihrer Mutter, einer bekannten Klavierpädagogin, unterrichtet und trat bereits mit neun Jahren als Solistin in Joseph Haydns Konzert Hob. XVIII,11 auf. Ab 1944 studierte sie bei Winfried Wolf in Kitzbühel, von 1945 bis 1949 bei Franz Ledwinka am Mozarteum Salzburg. 1951 übersiedelte sie in die Schweiz. 1955 lernte sie in Bern den ungarischen Komponisten Sándor Veress kennen, mit dem sie bis 1968 zusammenlebte und für dessen Klavierwerk sie sich, im Konzertsaal wie im Rundfunk, besonders einsetzte. Von 1960 bis 1968 leitete sie eine Konzertklasse am Konservatorium Bern. 1971 heiratete sie den Dirigenten Antal Doráti, der mehrere Klavierwerke für sie komponierte und mit dem sie eine intensive gemeinsame Konzerttätigkeit entfaltete.
Ihre Laufbahn als Solistin führte sie in vier Kontinente, wo sie Rezitale und Konzerte zusammen mit zahlreichen führenden Orchestern gegeben hat. Unter ihren z. T. langjährigen Kammermusik-Partnern figurieren die Geiger Max Rostal, Henryk Szeryng, Igor Ozim, der Cellist Walter Grimmer, das Berner Streichquartett, das Amadeus-Quartett sowie die Camerata Bern.

## Repertoire
Ihr Repertoire ist breit gefächert, legt jedoch einen besonderen Schwerpunkt auf die Literatur der Wiener Klassik und der Frühromantik, für deren Interpretation ihr Name in erster Linie steht. Im Bereich des 20. Jahrhunderts sind es – neben den schon Genannten – vor allem Leoš Janáček, Béla Bartók, Frank Martin, Arthur Honegger, Paul Hindemith und Francis Poulenc, für deren Klavier- und Kammermusik sie sich eingesetzt hat.

## Aufnahmen
Ilse von Alpenheim hat sämtliche Klaviersonaten, Concertini und Klavierkonzerte von Joseph Haydn eingespielt. Außerdem liegt eine Gesamtaufnahme der Lieder ohne Worte und eine Auswahl weiterer Klavierwerke von Felix Mendelssohn Bartholdy vor. Kammermusikalisch ist sie als Mitglied des Arion-Trios mit Einspielungen der Klaviertrios von Wolfgang Amadeus Mozart und der Kammermusik für Klavier und Streicher von Franz Schubert hervorgetreten.